# Bromiodpyridine
Die Bromiodpyridine bilden eine Stoffgruppe, die sich sowohl von den Brompyridinen als auch von den Iodpyridinen ableitet. Die Struktur besteht aus einem Pyridinring, in dem jeweils ein Wasserstoffatom durch ein Bromatom und eines durch ein Iodatom ausgetauscht ist. Durch deren unterschiedliche Anordnung ergeben sich zehn Konstitutionsisomere. Im Labor werden Bromiodpyridine oft durch Sandmeyer-Reaktion aus den entsprechenden Aminohalogenpyridinen oder in manchen Fällen durch Halogenaustausch der entsprechenden Dibrompyridine präpariert.
| Gefahrensymbol |

| Gefahrensymbol |

| Gefahrensymbol |

| Gefahrensymbol |

| Gefahrensymbol |

| Gefahrensymbol |

| Gefahrensymbol |

| Gefahrensymbol |

| Gefahrensymbol |

| Gefahrensymbol |